# Javier Peña
Javier Peña (Kingsville, Texas, 1958) és un exagent de la DEA que va investigar Pablo Escobar i el Càrtel de Medellín.
D'avis mexicans, Peña va néixer i créixer a Kingsville, Texas, i va estudiar a la Universitat de Texas A&I (actualment Universitat de Texas A&M), on es va graduar en Sociologia i Psicologia. Va començar la seva carrera policial el 1977, quan va ser nomenat Adjunt del Sheriff pel Sheriff del Comtat de Webb, a Laredo, Texas. Set anys més tard, la DEA el va fitxar com a Agent Especial per a l'oficina d'Austin, Texas, on va treballar durant quatre anys. Al 1988, Peña es va oferir voluntari per a un nou lloc de feina a Bogotà, Colòmbia, per lluitar contra el tràfic internacional de cocaïna que duïa a terme el Càrtel de Medellín. La persecució d'aquesta banda de narcotraficants va acabar el 2 de desembre de 1993, amb la mort del seu líder, Pablo Escobar.
Durant les dues dècades següents, Peña va continuar treballant per a la DEA, amb operacions a Puerto Rico, Colòmbia i Texas. Al 2011, va assumir el càrrec d'Agent Especial de la Divisió de Houston. Hi va treballar fins a la seva jubilació, el gener de 2014.
Posteriorment, va treballar com a assessor per a la producció de la sèrie Narcos, de Netflix, en col·laboració amb el va ser el seu company a la DEA, Steve Murphy. Els dos van fer un cameo a l'últim capítol de la segona temporada de la sèrie ("¡Al Fin Cayó!"). L'expolicia, però, no va participar en les operacions de la DEA contra el Càrtel de Cali; la participació de Peña en la investigació d'aquesta banda a la tercera temporada de la sèrie de Netflix és un relat fictici.